# パタゴニア (企業)
| パタゴニアの衣類と装備を着装したマネキン |  | 同左、別の衣類と装備を着装したマネキン |
| パタゴニアの衣類と装備を着装したマネキン |  | 同左、別の衣類と装備を着装したマネキン |

パタゴニア (Patagonia) は、アメリカの登山用品、サーフィン用品、アウトドア用品、軍用品、衣料品の製造販売を手掛けるメーカー、及びそのブランド名である。環境に配慮する商品で知られ、環境問題に取り組むグループを助成している。日本の事業主体であるパタゴニア・インターナショナル・インク日本支社は横浜市戸塚区 に所在する。

## 製品
主力のアウトドア用衣料品のほかに、バッグ、スポーツ用品、靴、戦闘服などがある。衣料品の素材に独自の「シンチラ」、「キャプリーン・ポリエステル」、ペットボトル再生素材の「PCRシンチラ」などを用いる。1996年以降の綿素材商品は、すべて無農薬のオーガニックコットンを用いる。ウール製品は非塩素処理の原料を用いる。
サーフィンなどのウォータースポーツを楽しむ女性向けのブランドであるウォーターガールUSAと、パドリング製品を展開するロータス・デザインズの水着、ボードショーツ、ラッシュガード、PFDジャケット、パドリングウェアなどをパタゴニアや全国のアウトドアショップなどで取り扱ったが、2007年にパタゴニアへ統合する。
2011年11月に国際環境保護団体グリーンピースは、パタゴニアなど有名メーカーが販売するアウトドア用の衣料品からヒトの健康と環境に有害な有機フッ素化合物類 (PFCs) が検出されたとして、消費者に対して警告した。

## 沿革
- 1970年 - 創設者のイヴォン・シュイナードがシュイナード・イクイップメントの直営店「グレートパシフィック・アイアンワークス」をベンチュラで開店した。
- 1973年 - 衣料品の輸入業・製造販売を開始し、衣料品のブランド名として南米の地名である「パタゴニア」を採用する。「地図には載っていないような遠隔地」「氷河に覆われた山岳、ガウチョ、コンドルが飛び交う幻想的な風景」イメージと、各国語で発音がしやすいことが採用の理由である。
- 1979年 - グレートパシフィック・アイアンワークスの衣料品部門を法人化しパタゴニアとして分離する。
- 1984年 - グレートパシフィック・アイアンワークスを社名変更で持ち株会社ロスト・アロー・コーポレーションとし、新たにグレート・パシフィック・アイアン・ワークス（直営店部門）を設立しシュイナード・イクイップメント（クライミング道具部門）、パタゴニア（衣料品部門）を傘下に置く。
- 1985年 - モルデン・ミルズと共同開発で「シンチラ」（現フリース）を開発し、特許申請せず2年間の専売権のみで販売権を広く世界に公開する。環境保護助成プログラムとして、税引き前利益10％の寄付を開始する。
- 1988年 - パタゴニア日本支社開設し、オフィスを神奈川県鎌倉市に置く。
- 1991年 - 環境保護助成プログラムの助成金額を、売上高の1％か税引き前利益の10％のどちらか多いほうに変更する。
- 1993年 - アウトドアウェア製造企業として初めて、消費者から回収したペットボトルをリサイクルした再生フリースを採用した製品を作り始める。
- 1996年 - 綿素材商品の原料をオーガニックコットンに切り替える、イヴォン・シュイナードの息子フレッチャー・シュイナードがポイント・ブランクス・サーフボード（現フレッチャー・シュイナード・デザインズ）設立、傘下に置く。
- 1997年 - 姉妹ブランドウォーターガールUSAを設立、無地のオーガニックコットン製Tシャツやキャップ、トートバッグを販売するベネフィッシャルT's設立する。
- 1999年 - パドリングメーカー、ロータス・デザインの株を取得、傘下に置く。
- 2005年 - 全世界の店舗でパタゴニア製中古下着を回収して新品にリサイクルする活動を開始した[4]。後に下着以外のフリースなども回収対象とした。日本では帝人と共同して、キャプリーン・ポリエステル製品のリサイクル事業を開始する。「つなげる糸リサイクルプログラム」で後述する （プレスリリースアーカイブ）。ベネフィッシャルT'sを年末に解散、オーガニックコットン製品の普及にともない事業を終了する。
- 2006年 - ボードショーツの一部にリサイクル素材の使用を開始する。
- 2007年 - リサイクル対象範囲をコットン製Tシャツへ広げる。ウォーターガールUSA、ロータス・デザインをパタゴニアに統合する。
- 2007年 - 2008年 - 東レが製造するナイロンの規格外品を原料とした再生ナイロン素材を使用したワークパンツを2007年秋冬物から、ボードショーツを2008年春夏物から発売する。プレスリリースアーカイブ
- 2008年7月28日 - 正規店へ改装するためにアウトレット札幌ストアを一時閉店し、暫定的に札幌ストアでアウトレット商品を販売する。
  - 9月5日 - 一時閉店していたアウトレット札幌ストアが正規店「札幌北ストア」としてリニューアルオープン（建物の1階・2階ともにパタゴニアの直営となる）し、これまでの正規店・札幌ストアが「アウトレット札幌南ストア」となる。
  - 9月30日 - グリーン購入ネットワークが主催して環境省・経済産業省らが後援する第10回グリーン購入大賞で、環境大臣賞を受賞[5][6] する。
- 2009年12月21日 - ゲートシティ大崎文化施設棟内に東京都内5店舗目、売場面積国内最大級の正規店・大崎ストアを開店する。
- 2011年5月28日 - 東京都内6店舗目となる正規店の吉祥寺ストアを武蔵野市で開店する。
  - 6月11日 - 千葉県一宮町に正規店のサーフ千葉ストアを開店。アウトレットも取り扱う。
- 2013年8月27日 - 目白ストアをアウトレットストアとして改装開店する。
  - 12月8日 - 長野県白馬村に正規店の白馬ストアを開店し、アウトレットも取り扱う。
- 2015年7月6日 - 長野県川上村に期間限定でクライミング長野・川上ストアを開店する。ロッククライミングの名所近くに立地する（～2016年10月まで）。
  - 8月31日 - 日本支社の機能を横浜市戸塚区へ移転する。「長期的な環境が整うまでの暫定的な対応」で、鎌倉に店舗とインターネット通販機能などを残す[2]。

| 移転前当時のサーフ東京ストア出入口に繋がる外階段上がり口に置かれた看板（2015年12月3日撮影）  |  | 同左、外階段上がり口に掲げられた「OPEN」の表示（2015年12月3日撮影）  |
| 移転前当時のサーフ東京ストア出入口に繋がる外階段上がり口に置かれた看板 （2015年12月3日撮影） |  | 同左、外階段上がり口に掲げられた「OPEN」の表示 （2015年12月3日撮影） |

- 2016年6月12日 - サーフ東京ストア、これまでの渋谷ストアとの同居[注 1] から独立して移転するために一時閉店する。
  - 6月24日 - サーフ東京ストアをキャットストリートの竹下通り側に独立店舗として再び開業する。サーフ関係に限らずアウトレットも取り扱う。
  - 8月28日 - アウトレット江坂を閉店する。
  - 9月16日 - 中之島で正規店・サーフ大阪/アウトレットを開店する。
  - 10月7日 - 二子玉川で正規店を開店する。
- 2020年8月26日 - 直営店での買物袋の提供を終了する[7]。
- 2023年4月25日 - 長野県軽井沢町で正規店を開店する[8]。

## 日本国内の店舗
2023年3月現在、直営は日本国内で23店、世界で103店ある。
正規店
- 札幌北
- 仙台
- サーフ千葉/アウトレット※「サーフストア」のカテゴリとして全世界で7店目（2011年6月開業）。
- 東京・渋谷
- サーフ東京/アウトレット（旧・オーシャンストア）※「サーフストア」のカテゴリとして全世界で6店目。
- 東京・神田
- 東京・ゲートシティ大崎（大崎）
- 東京・吉祥寺（2011年5月開業）
- 東京・丸の内
- 東京・二子玉川
- 鎌倉
- 横浜・関内
- 長野・軽井沢
- 長野・白馬/アウトレット
- 名古屋
- 京都 ※フロア面積は日本最大（2016年）。
- 大阪
- サーフ大阪/アウトレット
- 神戸
- 広島
- 福岡

アウトレット
※直営店のため現行製品も取り扱いあり
- アウトレット札幌南
- 東京・目白
- ベイサイド・アウトレット（2018年12月閉店）
- アウトレット江坂（2016年8月閉店）

期間限定店舗
- クライミング長野・川上（2015年6月 - 2016年10月）

## カタログ
年に10回前後、季節ごとに2 - 3回程度、商品カタログを発行している。2009年前半までカタログ配送に使用している封筒は、配送後に改めて定型封筒として再利用できるように切り取り線を印刷していたが、封筒のデザイン変更により廃止した。
郵送のカタログは封筒を使わず、カタログに直接宛先の荷札を貼付する簡易包装で送付する。
2012年4月に頒布開始した「SURF 2012」カタログ日本語版の一部ページが、印刷ミスで商品説明の文章の一部に英語と日本語が重なって印刷された。再印刷で全面差し替える経費と環境負荷影響を考慮した旨の「おわび」と正誤表を挟み、そのまま希望者に頒布した。

## 環境保護活動
製品の環境負荷を下げて社外へ働きかける各種の環境保護キャンペーン を実施し、売上の1％を環境グループに寄付 する。

### マイバッグ持参
パタゴニアでは1989年の目白ストア（日本における1号店）オープン以来再生紙100%の買物袋を提供してきたが、店頭でのオーガニックコットン製バッグ販売などを通じてマイバッグの持参を勧めてきた。2007年からは海外の工場から出荷する商品の梱包に使用されるプラスチック包装材をリサイクル原料とした買物袋を有料で提供、次回の直営店来店時に返却することで袋代を返金するデポジットシステムも行ってきた。
これらの取り組みを通じてマイバッグを持参する購入客が83.4％に上るようになったことを踏まえ、2020年8月26日をもって直営店での買物袋の提供終了に踏み切った（有料での提供も行わない）。その結果、買物袋提供終了後の2020年9月～2021年8月までの間、直営店での購入客のうち買物袋提供が不要だった割合は97.3％に上った。
一方で、どうしても買物袋が必要な購入客への対応も考慮し、使用しないエコバッグ（メーカーは不問）を回収し、循環・共有する「エコバッグ・シェアリング」の取り組みを直営店で行っている。

### ビーチクリーン
不定期に、ボルコムとカルホルニアハワイプロモーション (CHP) の両社と連携して千葉県一宮町でビーチクリーンを行っている。

### つなげる糸リサイクルプログラム

#### キャプリーン・ポリエステル製品
2005年9月1日から、キャプリーン・ポリエステル製品及びフリース製品の回収及びリサイクルを開始している。同社では「つなげる糸リサイクルプログラム」と称する。
着古したパタゴニアのキャプリーンまたはフリース製品を洗濯し、各店舗やおもなパタゴニア商品取扱店の回収ボックスへ、または都内のパタゴニア物流センターへ直接送付する。
店頭で回収されたり、物流センターに送付されたりした製品は取りまとめの上、愛媛県松山市にある帝人ファイバー（帝人の繊維事業会社）の工場に送られる。そして、切り刻みなどの工程を経て精製することでリサイクルポリエステル繊維となり、これから新たなキャプリーン製品などに生まれ変わる。現在発売しているキャプリーン製品の一部には、上述の過程により再生された繊維が使用されている。

#### その他のナイロン・ポリエステル製品
これまではキャプリーン・ポリエステル製品及びフリース製品の回収及びリサイクルを行なってきたが、2008年からは着古したり破れたりしたナイロン製・ポリエステル製のボードショーツについてもキャプリーン製品同様、パタゴニアの直営店などで回収を受け付けるようになった。

#### コットン製品
2007年2月から、コットン製Tシャツの回収及びリサイクルも開始した。着古したパタゴニア製のTシャツを洗濯した上で、上記同様、各店舗・商品取扱店の店頭に置いてある回収ボックスに投入するか、パタゴニアの物流センターに直接送付する。店頭で回収されたり、物流センターに送付されたりした製品は一括して取りまとめの上、イタリア・カラマイ社の工場へ海運により輸送され、同社工場にて新しいコットン繊維に再生される。

### エネルギー対策
パタゴニアは、青森の六ヶ所再処理工場に対して問題提起したり、グリーンエネルギーなど代替エネルギーを購入するなどしてきた。さらに、節電対策として、午前9時から午後6時までであった本社の勤務時間を午前8時から午後5時までに変更し、店舗の開店時間も午前10時から午後6時までに変更した。震災支援として、環境エネルギー政策研究所に協力し、被災地での再生可能エネルギー利用を支援した。

### 環境保護団体
2008年1月、捕鯨船へ過激な抗議活動を行うことから水産庁遠洋課に「テロリストグループ」とされた環境保護団体シーシェパードをパタゴニアが資金援助をしていたことがインターネットで話題となり、消費者から批判が集まった。シーシェパードのウェブサイトではスポンサーの一つにパタゴニアが挙げられていたが、毎日新聞の取材に対してパタゴニア日本支社は資金提供について「時期、金額ともに公表できない」と回答した。一方、産経新聞の佐々木正明によると、資金提供は1993年と2007年に2回行われ、合計金額130万円であったという。消費者からの問い合わせを受けてパタゴニアは2月に公式コメントを発表し、シーシェパードを支援してきた事実を認め、絶滅の危機にある生物を保護する活動は支援するが、その際に関係者に対する暴力が行われることには反対するという立場を示した。

### 2020年アメリカ上院選挙
2020年、パタゴニアのウェブサイトには、「気候変動否定論者を落選させよう」、「2020年のアメリカ合衆国上院選挙は、私たちの国の気候政策、そして自然地域に長期的な影響を及ぼします」というメッセージが掲載された。同時期に同社製品の一部には「クソ野郎を落選させろ」というタグが付けられた。

## 震災支援
2011年、東日本大震災直後に被災地にある仙台ストアを開放し、避難所への商品提供や、来店者へのシャワーの提供を行った。ストア2階にボランティアの情報センターを開設した。石巻市の社会福祉協議会への協力を開始し、4月だけで50人を超えるスタッフの活動をサポートした。チャーターバスの費用や社員のマッチングプログラム、渋谷店と大阪店での古着販売、大崎店でのプロパーチェスプログラムで義捐金を募集し、チャリティーTシャツの販売も行った。

## 官公需
アウトドア製品を発展させたパタゴニアプロプログラムを展開し、米国各軍および連邦法執行機関向けの戦闘服などの各種軍需物資を生産、納入している。森林火災消防士向けなどの特殊用途製品の生産、納入も行っている。2000年代以降、アフガニスタンなどで使用される局地戦用のプロテクティブコンバットユニフォーム(PCU)の生産および、Military Advanced Regulator System (MARS)とよばれるPCU規格についてもアメリカ各軍に対して積極的に提案をおこなっており、PCUなどの極地用戦闘服分野においてアメリカ軍から一定の評価を受けている。

## 労働問題
2023年12月、直営店・札幌北ストア前で同店のパート従業員が「雇い止めの撤回を求めるとともに『無期転換逃れ』に強く抗議する」として「1人ぼっちのストライキ」を決行、「地球環境だけじゃなく雇用を守れ」という訴えとともにパタゴニアによる非正規雇用のパート従業員に対する雇い止めが広く知れ渡ることになった。
その後、前述のストライキ決行と同月に「雇い止め」されたパート従業員は翌2024年2月、パタゴニア日本支社を相手取り従業員としての地位確認と契約打ち切り後の賃金の支払いを求めて札幌地方裁判所に提訴。6月3日に第1回口頭弁論が開かれ、日本支社側は原告の請求棄却を求めて争う姿勢を示していた。2025年4月18日、札幌地裁において日本支社が原告に解決金14万円を支払うことで和解が成立した。
2024年6月11日、参議院の厚生労働委員会にて参議院議員の大椿裕子が雇い止め訴訟について取り上げ、厚生労働大臣の武見敬三から「無期転換ルールの適用を免れる意図をもって雇い止めを行うことは、労働契約法の趣旨に照らして望ましくない」という答弁を引き出している。

## テレビ番組
- 日経スペシャル ガイアの夜明け 地球を守るビジネス、あります（2006年5月30日、テレビ東京）[27] - 完全循環型のリサイクルシステムを取材。

## 書籍

### 関連書籍
- 『社員をサーフィンに行かせよう パタゴニア創業者の経営論』（著者:イヴォン・シュイナード、訳者:森摂）（2007年3月15日、東洋経済新報社）ISBN 4492521658
- 『ビジョナリー・ピープル』（著者:ジェリー・ポラス スチュワート・エメリー マーク・トンプソン、訳者:宮本喜一）（2007年4月9日、英治出版）ISBN 4862761003 - イヴォン・シュイナードも取り上げられている

### 雑誌
- エスクァイア日本語版　Patagonia presents HOW TO BREAK THE RULE A to Z (1998年10月号 臨時増刊、エスクァイアマガジンジャパン)
- Tarzan 特別編集 （パタゴニア）が教えてくれること（2002年9月、マガジンハウス）